# Lissomus foveolatus
Lissomus foveolatus là một loài bọ cánh cứng trong họ Elateridae. Loài này được Dalman miêu tả khoa học năm 1824.